# Liga dos Campeões da CAF de 2019–20
A Liga dos Campeões da CAF de 2019–20 foi a 56ª edição da maior competição de clubes da África e a 24ª edição sobre o atual formato de competição. O campeão irá representar a África na Copa do Mundo de Clubes da FIFA de 2020.
Esta edição foi a primeira disputada entre os meses de agosto até maio.

## Alocação das vagas
Todos os 56 membros da CAF podem entrar na Liga dos Campeões da CAF, com os 12 melhores ranqueados de acordo com o Ranking de 5 anos da CAF podendo inscrever duas equipes na competição. O campeão da edição da passada da competição também tem direito a uma vaga.
Para a edição de 2019–20, a CAF usou o ranking entre 2015 e 2019, que calcula pontos para cada associação participante com base na performance dos clubes através destes 5 anos na Liga dos Campeões da CAF e na Copa das Confederações da CAF. Os critérios para os pontos são os seguintes:
|                                                   | Liga dos Campeões da CAF | Copa das Confederações da CAF |
| ------------------------------------------------- | ------------------------ | ----------------------------- |
| Campeão                                           | 6 pontos                 | 5 pontos                      |
| Vice-campeão                                      | 5 pontos                 | 4 pontos                      |
| Eliminado na semifinal                            | 4 pontos                 | 3 pontos                      |
| Eliminado nas quartas de final (a partir de 2017) | 3 pontos                 | 2 pontos                      |
| Terceiro-lugar na fase de grupos                  | 2 pontos                 | 1 ponto                       |
| Quarto-lugar na fase de grupos                    | 1 ponto                  | 0.5 ponto                     |

Os pontos são multiplicados por um coeficiente de acordo com o ano do seguinte modo:
- 2018–19 – 5
- 2018 – 4
- 2017 – 3
- 2016 – 2
- 2015 – 1

## Equipes classificadas
As seguintes 61 equipes de 49 associações entraram na competição.
- Três equipes (em negrito) se classificaram diretamente a primeira fase.
- As outras 58 equipes entraram na rodada preliminar.

As associações abaixo são mostradas de acordo com o seu ranking entre 2015 e 2019.
| Associação                                                        | Equipe                                                            | Classificação                                                                              |
| Associações elegíveis para entrar com duas equipes (Ranking 1–12) | Associações elegíveis para entrar com duas equipes (Ranking 1–12) | Associações elegíveis para entrar com duas equipes (Ranking 1–12)                          |
| ----------------------------------------------------------------- | ----------------------------------------------------------------- | ------------------------------------------------------------------------------------------ |
| Marrocos · (1º – 153 pts)                                         | Wydad Casablanca                                                  | Campeão – Campeonato Marroquino de Futebol de 2018–19                                      |
| Marrocos · (1º – 153 pts)                                         | Raja Casablanca                                                   | Vice-campeão – Campeonato Marroquino de Futebol de 2018–19                                 |
| Tunísia · (2º – 149 pts)                                          | Espérance de Tunis                                                | Campeão – Campeonato Tunisiano de Futebol de 2018–19                                       |
| Tunísia · (2º – 149 pts)                                          | Étoile du Sahel                                                   | Vice-campeão – Campeonato Tunisiano de Futebol de 2018–19                                  |
| Egito · (3º – 120.5 pts)                                          | Al-Ahly                                                           | Campeão – Campeonato Egípcio de Futebol de 2018–19                                         |
| Egito · (3º – 120.5 pts)                                          | Zamalek                                                           | Vice-campeão – Campeonato Egípcio de Futebol de 2018–19                                    |
| Argélia · (4º – 92 pts)                                           | USM Alger                                                         | Campeão – Campeonato Argelino de Futebol de 2018–19                                        |
| Argélia · (4º – 92 pts)                                           | JS Kabylie                                                        | Vice-campeão – Campeonato Argelino de Futebol de 2018–19                                   |
| República Democrática do Congo · (5º – 87 pts)                    | TP Mazembe                                                        | Campeão – Campeonato Nacional de Futebol da República Democrática do Congo de 2018–19      |
| República Democrática do Congo · (5º – 87 pts)                    | AS Vita Club                                                      | Vice-campeão – Campeonato Nacional de Futebol da República Democrática do Congo de 2018–19 |
| África do Sul · (6º – 76.5 pts)                                   | Mamelodi Sundowns                                                 | Campeão – Campeonato Sul-Africano de Futebol de 2018–19                                    |
| África do Sul · (6º – 76.5 pts)                                   | Orlando Pirates                                                   | Vice-campeão – Campeonato Sul-Africano de Futebol de 2018–19                               |
| Zâmbia · (7º – 40.5 pts)                                          | ZESCO United                                                      | Campeão – Campeonato Zambiano de Futebol de 2019                                           |
| Zâmbia · (7º – 40.5 pts)                                          | Green Eagles                                                      | Vice-campeão – Campeonato Zambiano de Futebol de 2019                                      |
| Sudão · (8º – 35 pts)                                             | Al-Merrikh                                                        | Campeão – Campeonato Sudanês de Futebol de 2018–19                                         |
| Sudão · (8º – 35 pts)                                             | Al-Hilal                                                          | Vice-campeão – Campeonato Sudanês de Futebol de 2018–19                                    |
| Nigéria · (9º – 32.5 pts)                                         | Enyimba                                                           | Campeão – Campeonato Nigeriano de Futebol de 2019                                          |
| Nigéria · (9º – 32.5 pts)                                         | Kano Pillars                                                      | Vice-campeão – Campeonato Nigeriano de Futebol de 2019                                     |
| Guiné · (10º – 30 pts)                                            | Horoya                                                            | Campeão – Campeonato Guineano de Futebol de 2018–19                                        |
| Guiné · (10º – 30 pts)                                            | Hafia                                                             | Vice-campeão – Campeonato Guineano de Futebol de 2018–19                                   |
| Angola · (11º – 21.5 pts)                                         | 1º de Agosto                                                      | Campeão – Girabola de 2018–19                                                              |
| Angola · (11º – 21.5 pts)                                         | Petro de Luanda                                                   | Vice-campeão – Girabola de 2018–19                                                         |
| Tanzânia · (12º – 18 pts)                                         | Simba                                                             | Campeão – Campeonato Tanzaniano de Futebol de 2018–19                                      |
| Tanzânia · (12º – 18 pts)                                         | Young Africans                                                    | Vice-campeão – Campeonato Tanzaniano de Futebol de 2018–19                                 |
| Associações elegíveis para entrar com uma equipe                  |                                                                   |                                                                                            |
| Costa do Marfim · (13º – 15 pts)                                  | SO de l'Armée                                                     | Campeão – Campeonato Marfinense de Futebol de 2018–19                                      |
| Quênia · (14º – 14 pts)                                           | Gor Mahia                                                         | Campeão – Campeonato Queniano de Futebol de 2018–19                                        |
| Moçambique · (15º – 13 pts)                                       | UD Songo                                                          | Campeão – Moçambola de 2018                                                                |
| República do Congo · (16º – 11.5 pts)                             | AS Otôho                                                          | Campeão – Campeonato Congolês de Futebol de 2018–19                                        |
| Uganda · (17º – 11 pts)                                           | KCCA                                                              | Campeão – Campeonato Ugandense de Futebol de 2018–19                                       |
| Líbia · (18º – 10 pts)                                            | Al-Nasr                                                           | Campeão – Campeonato Líbio de Futebol de 2017–18                                           |
| Gana · (19º – 9 pts)                                              | Asante Kotoko                                                     | Campeão – Campeonato Ganês de Futebol de 2019                                              |
| Ruanda · (20º – 8 pts)                                            | Rayon Sports                                                      | Campeão – Campeonato Ruandês de Futebol de 2018–19                                         |
| Zimbabwe · (20º – 8 pts)                                          | FC Platinum                                                       | Campeão – Campeonato Zimbabuiano de Futebol de 2018                                        |
| Essuatíni · (22º – 7 pts)                                         | Green Mamba                                                       | Campeão – Campeonato Suazi de Futebol de 2018–19                                           |
| Etiópia · (23º – 6 pts)                                           | Mekelle 70 Enderta                                                | Campeão – Campeonato Etíope de Futebol de 2018–19                                          |
| Botswana · (24º – 4 pts)                                          | Township Rollers                                                  | Campeão – Campeonato Botsuano de Futebol de 2018–19                                        |
| Togo · (24º – 4 pts)                                              | ASC Kara                                                          | Campeão – Campeonato Togolês de Futebol de 2018–19                                         |
| Camarões · (26º – 3 pts)                                          | UMS de Loum                                                       | Campeão – Campeonato Camaronês de Futebol de 2019                                          |
| Mali · (26º – 3 pts)                                              | Stade Malien                                                      | Campeão – Copa de Mali de 2018                                                             |
| Burquina Fasso · (28º – 2.5 pts)                                  | Rahimo                                                            | Campeão – Campeonato Burquinense de Futebol de 2018–19                                     |
| Gabão · (29º – 1.5 pts)                                           | Cercle Mbéri Sportif                                              | Campeão – Campeonato Gabonês de Futebol de 2019                                            |
| Benim                                                             | Buffles du Borgou                                                 | Campeão – Campeonato Beninense de Futebol de 2018–19                                       |
| Burundi                                                           | Aigle Noir                                                        | Campeão – Campeonato Burundiano de Futebol de 2018–19                                      |
| Chade                                                             | Elect-Sport                                                       | Campeão – Campeonato Chadiano de Futebol de 2019                                           |
| Comores                                                           | Fomboni                                                           | Campeão – Campeonato Comorense de Futebol de 2019                                          |
| Gâmbia                                                            | Brikama United                                                    | Campeão – Campeonato Gambiano de Futebol de 2018–19                                        |
| Guiné Equatorial                                                  | Cano Sport                                                        | Campeão – Campeonato Guinéu-Equatoriano de Futebol de 2018–19                              |
| Lesoto                                                            | Matlama                                                           | Campeão – Campeonato Lesoto de Futebol de 2018–19                                          |
| Libéria                                                           | LPRC Oilers                                                       | Campeão – Campeonato Liberiano de Futebol de 2019                                          |
| Madagáscar                                                        | Fosa Juniors                                                      | Campeão – Campeonato Malgaxe de Futebol de 2019                                            |
| Malawi                                                            | Big Bullets                                                       | Campeão – Campeonato Malawiano de Futebol de 2018                                          |
| Ilhas Maurícias                                                   | Pamplemousses                                                     | Campeão – Campeonato Mauriciano de Futebol de 2018–19                                      |
| Mauritânia                                                        | Nouadhibou                                                        | Campeão – Campeonato Mauritano de Futebol de 2018–19                                       |
| Namíbia                                                           | African Stars                                                     | Campeão – Campeonato Namibiano de Futebol de 2018–19                                       |
| Níger                                                             | AS SONIDEP                                                        | Campeão – Campeonato Nigerino de Futebol de 2018–19                                        |
| República Centro-Africana                                         | AS Tempête Mocaf                                                  | Campeão – Campeonato Centro-Africano de Futebol de 2019                                    |
| Seicheles                                                         | Côte d'Or                                                         | Campeão – Campeonato Seichelense de Futebol de 2018                                        |
| Senegal                                                           | Génération Foot                                                   | Campeão – Campeonato Senegalês de Futebol de 2018–19                                       |
| Somália                                                           | Dekedaha                                                          | Campeão – Campeonato Somali de Futebol de 2019                                             |
| Sudão do Sul                                                      | Atlabara                                                          | Campeão – Campeonato Sul-Sudanês de Futebol de 2019                                        |
| Zanzibar                                                          | KMKM                                                              | Campeão – Campeonato Zanzibarita de Futebol de 2018–19                                     |

| - Cabo Verde - Djibuti - Eritreia - Guiné-Bissau - Reunião - São Tomé e Príncipe - Serra Leoa |

## Calendário
O calendário para a competição é o seguinte:
Em 24 de novembro de 2019 a CAF alterou as datas a partir da quarta rodada da fase de grupos até a final após a edição de 2020 do Campeonato das Nações Africanas ser movida de janeiro e fevereiro para abril. A data do sorteio das quartas de final também foi alterada.
Em 10 de setembro de 2020 a CAF anunciou as novas datas das semifinais e final devido à pandemia de COVID-19.
| Fase           | Rodada            | Data do sorteio        | Partida de ida                                               | Partida de volta                                                          |
| -------------- | ----------------- | ---------------------- | ------------------------------------------------------------ | ------------------------------------------------------------------------- |
| Qualificação   | Rodada preliminar | 21 de julho de 2019    | 9–11 de agosto de 2019                                       | 23–25 de agosto de 2019                                                   |
| Qualificação   | Primeira fase     | 21 de julho de 2019    | 13–15 de setembro de 2019                                    | 27–29 de setembro de 2019                                                 |
| Fase de grupos | Primeira rodada   | 9 de outubro de 2019   | 29–30 de novembro de 2019                                    | 29–30 de novembro de 2019                                                 |
| Fase de grupos | Segunda rodada    | 9 de outubro de 2019   | 6–7 de dezembro de 2019                                      | 6–7 de dezembro de 2019                                                   |
| Fase de grupos | Terceira rodada   | 9 de outubro de 2019   | 27–28 de dezembro de 2019                                    | 27–28 de dezembro de 2019                                                 |
| Fase de grupos | Quarta rodada     | 9 de outubro de 2019   | 10–11 de janeiro de 2020                                     | 10–11 de janeiro de 2020                                                  |
| Fase de grupos | Quinta rodada     | 9 de outubro de 2019   | 24–25 de janeiro de 2020                                     | 24–25 de janeiro de 2020                                                  |
| Fase de grupos | Sexta rodada      | 9 de outubro de 2019   | 31 de janeiro – 1 de fevereiro de 2020                       | 31 de janeiro – 1 de fevereiro de 2020                                    |
| Fase final     | Quartas de final  | 5 de fevereiro de 2020 | 28–29 de fevereiro de 2020                                   | 6–7 de março de 2020                                                      |
| Fase final     | Semifinais        | 5 de fevereiro de 2020 | 17–18 de outubro de 2020 (originalmente 1–2 de maio de 2020) | 23 de outubro & 4 de novembro de 2020 (originalmente 8–9 de maio de 2020) |
| Fase final     | Final             | 5 de fevereiro de 2020 | 27 de novembro de 2020 (originalmente 29 de maio de 2020)    | 27 de novembro de 2020 (originalmente 29 de maio de 2020)                 |

## Fases de qualificação
O sorteio para a rodada preliminar e a primeira fase foram realizados em 21 de julho de 2019 na sede da CAF no Cairo, Egito.
Nesta fase, cada vaga foi disputada em partidas de ida e volta. Caso o placar agregado esteja empatado no final da partida de volta a regra do gol fora de casa foi aplicada. Caso o empate ainda persista o vencedor foi definido pela disputa por pênaltis.

### Rodada preliminar
| Equipe 1             | Total    | Equipe 2           | 1.º jogo | 2.º jogo |
| -------------------- | -------- | ------------------ | -------- | -------- |
| Brikama United       | 3–7      | Raja Casablanca    | 3–3      | 0–4      |
| AS Tempête Mocaf     | 2–3      | Al-Nasr            | 1–0      | 1–3      |
| JS Kabylie           | 3–3 (gf) | Al-Merrikh         | 1–0      | 2–3      |
| Stade Malien         | 1–2      | Horoya             | 1–1      | 0–1      |
| Buffles du Borgou    | 1–2      | ASC Kara           | 1–1      | 0–1      |
| UMS de Loum          | 0–1      | AS Vita Club       | 0–0      | 0–1      |
| Rayon Sports         | 1–1 (gf) | Al-Hilal           | 1–1      | 0–0      |
| Rahimo               | 1–5      | Enyimba            | 1–0      | 0–5      |
| AS SONIDEP           | 2–5      | USM Alger          | 1–2      | 1–3      |
| Aigle Noir           | 1–5      | Gor Mahia          | 0–0      | 1–5      |
| Atlabara             | 0–13     | Al-Ahly            | 0–4      | 0–9      |
| Cano Sport           | 3–2      | Mekelle 70 Enderta | 2–1      | 1–1      |
| Dekedaha             | 0–13     | Zamalek            | 0–7      | 0–6      |
| LPRC Oilers          | 1–3      | Génération Foot    | 1–0      | 0–3      |
| Hafia                | 3–8      | Étoile du Sahel    | 2–1      | 1–7      |
| Kano Pillars         | 3–4      | Asante Kotoko      | 3–2      | 0–2      |
| African Stars        | 3–4      | KCCA               | 3–2      | 0–2      |
| Matlama              | 0–4      | Petro de Luanda    | 0–2      | 0–2      |
| Fomboni              | 3–3 (gf) | Côte d'Or          | 2–2      | 1–1      |
| AS Otôho             | 2–5      | Mamelodi Sundowns  | 2–1      | 0–4      |
| SO de l'Armée        | 0–1      | Nouadhibou         | 0–0      | 0–1      |
| Cercle Mbéri Sportif | 0–2      | Elect-Sport        | 0–0      | 0–2      |
| Green Mamba          | 0–3      | ZESCO United       | 0–2      | 0–1      |
| Young Africans       | 2–1      | Township Rollers   | 1–1      | 1–0      |
| Big Bullets          | 2–3      | FC Platinum        | 0–0      | 2–3      |
| UD Songo             | 1–1 (gf) | Simba              | 0–0      | 1–1      |
| KMKM                 | 0–4      | 1º de Agosto       | 0–2      | 0–2      |
| Green Eagles         | 2–1      | Orlando Pirates    | 1–0      | 1–1      |
| Fosa Juniors         | 2–1      | Pamplemousses      | 1–0      | 1–1      |

### Primeira fase
Os 16 vencedores desta fase avançaram para a fase de grupos. Enquanto os 16 perdedores avançaram para a fase de play-off da Copa das Confederações da CAF de 2019–20.
| Equipe 1        | Total       | Equipe 2           | 1.º jogo | 2.º jogo |
| --------------- | ----------- | ------------------ | -------- | -------- |
| Al-Nasr         | 2–4         | Raja Casablanca    | 1–3      | 1–1      |
| JS Kabylie      | 2–2 (5–3 p) | Horoya             | 2–0      | 0–2      |
| ASC Kara        | 0–1         | AS Vita Club       | 0–0      | 0–1      |
| Enyimba         | 0–1         | Al-Hilal           | 0–0      | 0–1      |
| USM Alger       | 6–1         | Gor Mahia          | 4–1      | 2–0      |
| Cano Sport      | 0–6         | Al-Ahly            | 0–2      | 0–4      |
| Génération Foot | 2–2 (gf)    | Zamalek            | 2–1      | 0–1      |
| Asante Kotoko   | 2–3         | Étoile du Sahel    | 2–0      | 0–3      |
| Petro de Luanda | 1–1 (gf)    | KCCA               | 0–0      | 1–1      |
| Côte d'Or       | 1–16        | Mamelodi Sundowns  | 0–5      | 1–11     |
| Nouadhibou      | 1–6         | Wydad Casablanca   | 0–2      | 1–4      |
| Elect-Sport     | 2–3         | Espérance de Tunis | 1–1      | 1–2      |
| Young Africans  | 2–3         | ZESCO United       | 1–1      | 1–2      |
| FC Platinum     | 5–2         | UD Songo           | 1–0      | 4–2      |
| Green Eagles    | 2–2 (gf)    | 1º de Agosto       | 1–2      | 1–0      |
| Fosa Juniors    | 1–3         | TP Mazembe         | 0–0      | 1–3      |

## Fase de grupos
O sorteio para a fase de grupos foi realizado em 9 de outubro de 2019 em Cairo no Egito.

### Grupo A
| Pos. | Equipe       | Pts | J | V | E | D | GP | GC | SG |
| ---- | ------------ | --- | - | - | - | - | -- | -- | -- |
| 1    | TP Mazembe   | 14  | 6 | 4 | 2 | 0 | 11 | 4  | +7 |
| 2    | Zamalek      | 9   | 6 | 2 | 3 | 1 | 5  | 4  | +1 |
| 3    | 1º de Agosto | 4   | 6 | 0 | 4 | 2 | 4  | 7  | –3 |
| 4    | ZESCO United | 3   | 6 | 0 | 3 | 3 | 5  | 10 | –5 |

|              | AGO | MAZ | ZAM | ZES |
| ------------ | --- | --- | --- | --- |
| 1º de Agosto |     | 1–1 | 0–0 | 1–1 |
| TP Mazembe   | 2–1 |     | 3–0 | 3–1 |
| Zamalek      | 2–0 | 0–0 |     | 2–0 |
| ZESCO United | 1–1 | 1–2 | 1–1 |     |

### Grupo B
| Pos. | Equipe          | Pts | J | V | E | D | GP | GC | SG |
| ---- | --------------- | --- | - | - | - | - | -- | -- | -- |
| 1    | Étoile du Sahel | 12  | 6 | 4 | 0 | 2 | 8  | 3  | +5 |
| 2    | Al-Ahly         | 11  | 6 | 3 | 2 | 1 | 7  | 4  | +3 |
| 3    | Al-Hilal        | 10  | 6 | 3 | 1 | 2 | 7  | 6  | +1 |
| 4    | FC Platinum     | 1   | 6 | 0 | 1 | 5 | 2  | 11 | –9 |

|                 | ESS | ALH | FCP | ALY |
| --------------- | --- | --- | --- | --- |
| Étoile du Sahel |     | 0–1 | 2–0 | 1–0 |
| Al-Hilal        | 1–2 |     | 2–1 | 1–1 |
| FC Platinum     | 0–3 | 0–1 |     | 1–1 |
| Al-Ahly         | 1–0 | 2–1 | 2–0 |     |

### Grupo C
| Pos. | Equipe            | Pts | J | V | E | D | GP | GC | SG |
| ---- | ----------------- | --- | - | - | - | - | -- | -- | -- |
| 1    | Mamelodi Sundowns | 14  | 6 | 4 | 2 | 0 | 9  | 3  | +6 |
| 2    | Wydad Casablanca  | 9   | 6 | 2 | 3 | 1 | 10 | 6  | +4 |
| 3    | Petro de Luanda   | 4   | 6 | 0 | 4 | 2 | 8  | 14 | –6 |
| 4    | USM Alger         | 3   | 6 | 0 | 3 | 3 | 6  | 10 | –4 |

|                   | USM | MSD | APL | WAC |
| ----------------- | --- | --- | --- | --- |
| USM Alger         |     | 0–1 | 2–2 | 1–1 |
| Mamelodi Sundowns | 2–1 |     | 3–0 | 1–0 |
| Petro de Luanda   | 1–1 | 2–2 |     | 2–2 |
| Wydad Casablanca  | 3–1 | 0–0 | 4–1 |     |

### Grupo D
| Pos. | Equipe             | Pts | J | V | E | D | GP | GC | SG |
| ---- | ------------------ | --- | - | - | - | - | -- | -- | -- |
| 1    | Espérance de Tunis | 11  | 6 | 3 | 2 | 1 | 7  | 3  | +4 |
| 2    | Raja Casablanca    | 11  | 6 | 3 | 2 | 1 | 6  | 4  | +2 |
| 3    | JS Kabylie         | 7   | 6 | 2 | 1 | 3 | 3  | 7  | –4 |
| 4    | AS Vita Club       | 4   | 6 | 1 | 1 | 4 | 4  | 6  | –2 |

|                    | RAJ | JSK | ASV | EST |
| ------------------ | --- | --- | --- | --- |
| Raja Casablanca    |     | 2–0 | 1–0 | 0–2 |
| JS Kabylie         | 0–0 |     | 1–0 | 1–0 |
| AS Vita Club       | 0–1 | 4–1 |     | 0–2 |
| Espérance de Tunis | 2–2 | 1–0 | 0–0 |     |

## Fase final
O sorteio e o chaveamento da fase final foi definida no sorteio realizado em 5 de fevereiro de 2020 em Cairo no Egito.

### Equipes classificadas
| Grupo | Vencedores         | Segundo-lugares  |
| ----- | ------------------ | ---------------- |
| A     | TP Mazembe         | Zamalek          |
| B     | Étoile du Sahel    | Al-Ahly          |
| C     | Mamelodi Sundowns  | Wydad Casablanca |
| D     | Espérance de Tunis | Raja Casablanca  |

### Chaveamento
|  | Quartas-de-final   | Quartas-de-final | Quartas-de-final | Quartas-de-final |   |                  | Semifinais | Semifinais | Semifinais | Semifinais |  |  | Final   | Final | Final | Final |
|  | v d e              |                  |                  |                  |   |                  |            |            |            |            |  |  |         |       |       |       |
|  |                    |                  |                  |                  |   |                  |            |            |            |            |  |  |         |       |       |       |
|  | Raja Casablanca    | 2                | 0                | 2                |   |                  |            |            |            |            |  |  |         |       |       |       |
|  | TP Mazembe         | 0                | 1                | 1                |   |                  |            |            |            |            |  |  |         |       |       |       |
|  | TP Mazembe         | 0                | 1                | 1                |   | Raja Casablanca  | 0          | 1          | 1          |            |  |  |         |       |       |       |
|  |                    |                  |                  |                  |   | Raja Casablanca  | 0          | 1          | 1          |            |  |  |         |       |       |       |
|  |                    | Zamalek          | 1                | 3                | 4 |                  |            |            |            |            |  |  |         |       |       |       |
|  | Zamalek            | Zamalek          | 1                | 3                | 4 | 3                | 0          | 3          |            |            |  |  |         |       |       |       |
|  | Zamalek            |                  |                  |                  |   | 3                | 0          | 3          |            |            |  |  |         |       |       |       |
|  | Espérance de Tunis | 1                | 1                | 2                |   |                  |            |            |            |            |  |  |         |       |       |       |
|  |                    |                  |                  |                  |   |                  |            |            |            |            |  |  | Zamalek | 1     |       |       |
|  |                    |                  | Al-Ahly          | 2                |   |                  |            |            |            |            |  |  |         |       |       |       |
|  | Wydad Casablanca   | 2                | 0                | 2                |   |                  |            |            |            |            |  |  |         |       |       |       |
|  | Étoile du Sahel    | 0                | 1                | 1                |   |                  |            |            |            |            |  |  |         |       |       |       |
|  | Étoile du Sahel    | 0                | 1                | 1                |   | Wydad Casablanca | 0          | 1          | 1          |            |  |  |         |       |       |       |
|  |                    |                  |                  |                  |   | Wydad Casablanca | 0          | 1          | 1          |            |  |  |         |       |       |       |
|  |                    | Al-Ahly          | 2                | 3                | 5 |                  |            |            |            |            |  |  |         |       |       |       |
|  | Al-Ahly            | Al-Ahly          | 2                | 3                | 5 | 2                | 1          | 3          |            |            |  |  |         |       |       |       |
|  | Al-Ahly            |                  |                  |                  |   | 2                | 1          | 3          |            |            |  |  |         |       |       |       |
|  | Mamelodi Sundowns  | 0                | 1                | 1                |   |                  |            |            |            |            |  |  |         |       |       |       |

### Quartas de final
| Equipe 1         | Total | Equipe 2           | 1.º jogo | 2.º jogo |
| ---------------- | ----- | ------------------ | -------- | -------- |
| Al-Ahly          | 3–1   | Mamelodi Sundowns  | 2–0      | 1–1      |
| Raja Casablanca  | 2–1   | TP Mazembe         | 2–0      | 0–1      |
| Zamalek          | 3–2   | Espérance de Tunis | 3–1      | 0–1      |
| Wydad Casablanca | 2–1   | Étoile du Sahel    | 2–0      | 0–1      |

### Semifinais
Devido a pandemia de COVID-19 todas as partidas das semifinais originalmente marcadas para os dias 1 e 2 e 8 e 9 de maio de 2020 foram adiadas para datas ainda a serem definidas. Em 10 de setembro de 2020 a CAF anunciou que as partidas de ida serão disputadas em 17 e 18 de outubro e as partidas de volta em 23 e 24 de outubro de 2020.
| Equipe 1         | Total | Equipe 2 | 1.º jogo | 2.º jogo |
| ---------------- | ----- | -------- | -------- | -------- |
| Raja Casablanca  | 1–4   | Zamalek  | 0–1      | 1–3      |
| Wydad Casablanca | 1–5   | Al-Ahly  | 0–2      | 1–3      |

### Final
A final seria disputada em 29 de maio de 2020 no Estádio Japoma em Duala, Camarões. Porém devido a pandemia de COVID-19 na África a final foi adiada para 6 de novembro de 2020. Um sorteio foi realizado em 16 de outubro para definir a sede da final. Em 30 de outubro de 2020 a CAF anunciou que a final seria disputada em 27 de novembro de 2020.
| 27 de novembro de 2020 | Zamalek       | 1 – 2     | Al-Ahly                 | Estádio Internacional do Cairo, Cairo    |
| 21:00 (UTC+2)          | Shikabala 31' | Relatório | El Solia 5' · Magdy 86' | Público: 0 Árbitro: ALG Mustapha Ghorbal |

## Premiação
| Liga dos Campeões da CAF de 2019–20 |
| Egito                               |
| ----------------------------------- |
| Al-Ahly Campeão (9.º título)        |